# 25e législature de la Chambre des représentants de Belgique
La 25e législature de la Chambre des représentants de Belgique a commencé le 9 juillet 1912 et s'est achevée le 13 octobre 1919. Elle fait suite aux élections du 2 juin 1912.
Des élections pour le renouvellement de 88 sièges ont été tenues le 14 mai 1914.
La Chambre compte 186 membres élus.

## Bureau
- Gérard Cooreman, président (jusqu'au 8 août 1912) (démission en 1914)
- vice-présidents
  - Edmond Nerincx
  - Alphonse Harmignie[1]
- Secrétaires
  - Antoine Borboux[1]
  - Auguste Huyshauwer[1]
  - Jules Mansart[1]
  - Robert de Kerchove d'Exaerde
- Questeurs
  - Adolphe de Limburg-Stirum
  - Raoul Warocqué[1]
  - Maurice Pirmez[1]

## Membres
- baron Josse Allard
- Édouard Anseele[1] (POB)
- Albert Asou
- Leo Augusteyns
- Arthur Bastien[1]
- Auguste Beernaert
- Victor Begerem (nl)[1]
- Gaston Behaghel de Bueren[1]
- Eugène Berloz (POB)[1]
- Louis Bertrand
- Pol Boël (Lib)[1]
- Joseph Bologne (POB)
- Hendrik Borginon (nl) (Frontp.)
- Émile Bôval[1]
- René Branquart (POB)[1]
- baron Émile Braun (Lib)[1]
- Alphonse Brenez (POB)[1]
  - Alphonse Briart[2]
- Valentin Brifaut (Cath)
- Émile Brunet[1]
- Léon Bruynincx (nl)[1]
- Émile Buisset (Lib)[1]
- Adolphe Buyl
- Arthur Buysse[1]
- Jean Caeluwaert[1]
- Émile Capelle
- Henry Carton de Wiart
- Ferdinand Cavrot[1]
- Raoul Claes (Lib)
- Fernand Cocq (Lib)
- René Colaert (Cath)
- Henri Colfs
- Maurice Crick
- Pieter Daens (nl)[1]
- Jules Dallemagne[1]
- Jean Dauvister
- Julien Davignon[1]
- Louis de Béthune[1]
- Charles de Broqueville
- François De Bue
- August Debunne
- Léon De Coster (Cath)
- Joseph Dejardin[1] (POB)
- Fernand de Jonghe d'Ardoye
- Émile de Lalieux de La Rocq
- Léon de Lantsheere (+ 26.8.1912)
- Julien Delbeke
- Pierre de Liedekerke de Pailhe[1] (Cath)
- Antoine Delporte
- Victor Delporte
- Frédéric Delvaux
- Célestin Demblon[1] (POB)
- Emmanuel de Meester
- Albert de Menten de Horne
- Hector Denis (+ 10.5.1913)
- Charles de Ponthière[1]
- Frans De Schutter (POB)
- Jules Destrée[1]
- Albert Devèze (Lib)
- Edmond Dewandre
- Jean-Baptiste de Winter
- Fernand de Wouters d'Oplinter (Cath)
- Pierre D'hauwer[1]
- Albert d'Huart
- Ignace Donij
- Samuel Donnay (POB)
- Ernest Drion du Chapois[1]
- Léon du Bus de Warnaffe (Cath)
- Henri Duquesne Watelet de la Vinelle
- Ferdinand Elbers (POB)
- Ferdinand Fléchet
- Florimond Fonteyne
- Louis Franck (Lib)
- Léon Furnémont
- Léon Gendebien[1] (Cath)
- Henri Gielen (nl)[1]
- Charles Gillès de Pélichy
- Jules Giroul (fin en 1914)
- Nicolas Goblet[1]
- Frans Goethals
- Eugène Hambursin
- Auguste Hamman
  - Eugène Hanssens[3]
- Joris Helleputte[1] (Cath)
- Pierre Henderickx
- Winand Heynen
- Grégoire Horlait
- Joseph Hoyois[1] (+ 15.5.1918)
- Georges Hubin (POB)
- Camille Huysmans (POB)
- Louis Huysmans
- Paul Hymans (Lib)
- Pierre Imperiali[1]
- Paul-Émile Janson[1] (Lib)
- Henri Jaspar (Cath)
- Paul-Henri Jouret[1] (Lib)
- Léon Jourez[1]
- Pierre Lambillotte[1]
- Paul Lamborelle
- Joannes Lampens[1] (POB)
- Charles Lefebvre (Cath)
- Maurice Lemonnier (Lib)
- Léonard[1] (POB)
- Remi Le Paige
- Michel Levie[1]
- Daniël Leyniers
- Julien Liebaert
- Louis Lorand
- Léon Mabille[1] (Cath)
- Jules Maenhaut (nl)[1] (Cath)
- Jean Maes
- Jean Mahieu
- Aurèle Maroille[1]
- Fulgence Masson[1] (Lib)
- Albert Mechelynck (nl)[1]
- Auguste Mélot
- Léon Meysmans (POB)
- Alfred Monville (+ 1914)
- Romain Moyersoen[1]
- Jean Mullendorff
- Xavier Neujean[1] (Lib)
  - Paul Neven[2]
- Jean Baptiste Nobels (nl)[1]
- Ernest Nolf
- Louis Ooms[1]
- Jules Ortegat
- Camille Ozeray (Lib)
- Maximilien Pastur
- Édouard Pecher
- Augustin Peel
- Louis Pépin[1] (POB)
- Persoons[1]
  - Clément Peten[2]
- Louis Petit (+ 13.1.1914)
- Auguste Pil (nl)
- Henri Pirard
- Georges Polet[1]
- Jules Poncelet (Cath)
- François Portmans[4]
- Prosper Poullet (Cath)
- Auguste Raemdonck van Megrode[1] (Cath)
  - Jan Ramaekers[5],[2]
- Jules Renkin (Cath)
- Jules Rens[1]
- Ernest Reynaert (Cath)
- Léon Rosseeuw
- Émile Royer[1]
- Gustave Royers
- Albéric Ruzette
- François de Schaetzen[1] (Cath)
- Jean-Baptiste Schinler
- François Schollaert (devient président en novembre 1912)
- Paul Segers (Cath)
- Désiré Serruys
- Alfons Siffer[1] (Cath)
- Eugène Standaert
- Nicolas Terwagne
- Léon Théodor
- Louis Thienpont[1]
- Émile Tibbaut[1]
- Jean Triau
- Léon Troclet[1]
- François Van Brussel[1]
- Frans Van Cauwelaert (Cath)
- Florent Van Cauwenbergh
- Justin Van Cleemputte[1]
- Paul Van Damme[1]
- Alfons Van de Perre (nl)
- Émile Vandervelde (POB)
- Aloys Van de Vyvere
- Victor Van de Walle
  - Paul Van Hoegaerden[2] (Lib)
- Charles van Marcke de Lummen
- Félix Van Merris
- Auguste Van Ormelingen
- Gustave Van Reeth
- Victor Van Sande (nl)
- Jozef Verachtert (Cath)
  - Frédéric Vergauwen[2]
- Arthur Verhaegen[1]
  - Oscar Vermeersch[2]
- Alphonse Versteylen
- Amédée Visart de Bocarmé (Cath)
  - Joseph Wauters[2]
- Paul Wauwermans (Cath)
- Charles Woeste[1] (Cath)